# 최창양
최창양(崔昌洋, 1973년 6월 3일 ~ )은 전 KBO 리그 야구 선수인 투수이다. 1994년 미국 메이저리그의 필라델피아 필리스 산하 마이너리그 팀에 입단하였으나 이렇다할 성과를 얻지 못하자  1996년 삼성 라이온즈에 입단했지만 1997년 8월 7일 13구 연속 볼이란 기록을 세울 정도로 제구력에 약점을 드러낸 데다 1998년 말 어깨 부상을 당하여 전력 이탈했고 재활 뒤 1999년 말 선을 보였지만 이렇다할 성과를 보이지 못했다.
그 뒤, 2000년까지 선발 투수로 뛰었으나 역시 이렇다할 성과를 얻지 못했으며  결국 같은 해 8월 21일 2군으로 모습을 감춘 후 다시는 콜업되지 못했고 2001년부터 2군에서 그대로 보내다가 다음 해 8월 1일 웨이버 공시되어 은퇴했다.

## 출신학교
- 대야초등학교
- 마산동중학교
- 마산고등학교
- 중앙대학교 (중퇴)

## 등번호
- 70(1996 ~ 2000)
- 69(2001 ~ 2002 시즌 중)